# Federico Silva Muñoz
Federico Silva Muñoz (Benavente, 28 de octubre de 1923-Madrid, 12 de agosto de 1997) fue un político español, ministro de Obras Públicas (1965-1970) durante la dictadura franquista y fundador de Alianza Popular, de la que fue presidente y de la que se desgajó después para crear Derecha Democrática Española.

## Biografía
Nacido el 28 de octubre de 1923 en la ciudad zamorana de Benavente, perteneció desde joven a la Asociación Católica Nacional de Propagandistas, de la que llegó a ser secretario general. Se doctoró en Derecho por la Universidad de Madrid con premio extraordinario. Ingresó por oposición, simultáneamente, en el Cuerpo de Abogados del Estado y en el de Letrados del Consejo de Estado. Casado con Rosario de Lapuerta Quintero (26 de diciembre de 1930-9 de junio de 2012), tuvo nueve hijos, entre ellos Rosario y Marta, abogada general del Estado y directora del Servicio Jurídico del Estado. Murió en Madrid, el 12 de agosto de 1997. Su cuerpo fue enterrado en la cripta neorrománica de la Catedral de la Almudena de Madrid.

## Trayectoria
Fue profesor de Economía Política de la Facultad de Derecho de la Universidad de Madrid, director de los cursos de Sociología de la Universidad Internacional Menéndez Pelayo de Santander, profesor de la Escuela de Estudios Tributarios y profesor de la Universidad Santa María de la Rábida, en Huelva.
Miembro de la Asociación Católica de Propagandistas, cuya vicepresidencia llegó a ocupar. Presidente de los Patronatos del Colegio Mayor Universitario San Pablo CEU, del Centro de Estudios Universitarios y vocal del Consejo Superior de Enseñanza de la Iglesia. Miembro de la Comisión Permanente del Instituto de Estudios Políticos, de Madrid; miembro de varias Comisiones del Plan de Desarrollo; vicepresidente de la Sección Tercera de Política Fiscal y de Crédito de la Cámara Oficial de Comercio, de Madrid, y vocal de la Junta de Gobierno de la escuela de Ciudadanía Cristiana. 
Miembro correspondiente de la Real Academia de Jurisprudencia y Legislación, y miembro numerario de la Academia de Artes y Letras de San Dionisio de Jerez.

## Ministerio
Fue ministro de Obras Públicas desde el año 1965-1970, año en que presentó su dimisión. Fue presidente de la Compañía Arrendataria del Monopolio de Petróleos (CAMPSA). Posteriormente fue diputado a Cortes por la provincia de Zamora. Fundador y primer presidente de Alianza Popular (actual Partido Popular).
Llevó a cabo un amplio programa de infraestructuras (autopistas, embalses, carreteras.etc) que cambiaron sustancialmente las infraestructuras de España. Aprobó y ejecutó la Red de Itinerarios Asfálticos ( REDIA) que supuso uniformar las carreteras de España haciendo que todas ellas tuvieran siete metros de calzada, y dos metros y medio de arcén, supresión de las curvas peligrosas y de las pendientes más importantes así como crear las vías lentas para camiones.

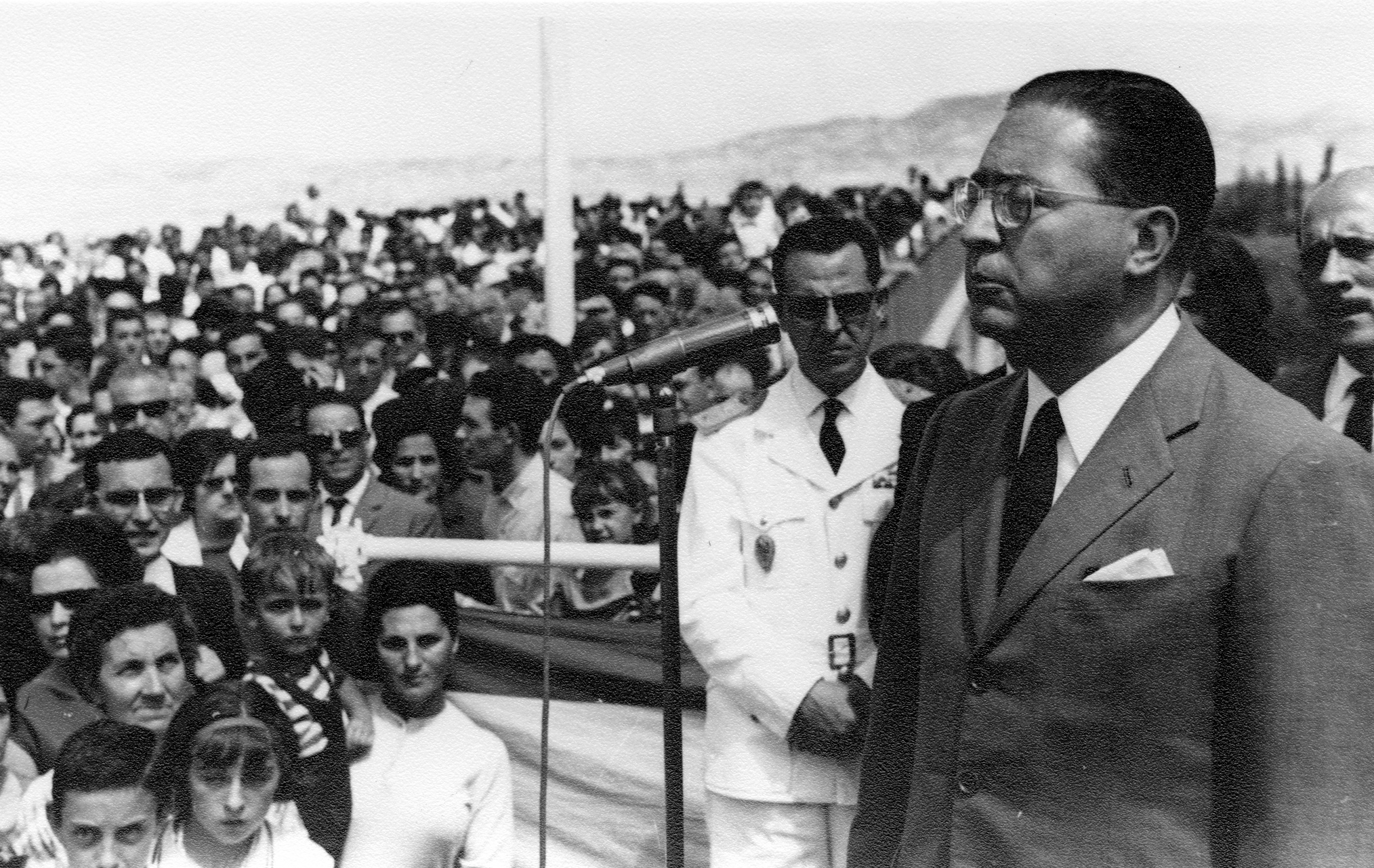
Federico Silva Muñoz en Navarra

Aprobó y desarrollo el Plan de autopistas Nacionales de España (PANE). Siendo ministro se adjudicaron y empezaron a construir las primeras autopistas españolas: el 26 de enero de 1967 Barcelona-La Junquera y Mongat-Mataró; por decreto de 18 de enero de 1968 se aprobó la concesión de la autopista Barcelona-Tarragona; por decreto de 14 de marzo de 1968 se adjudicó la concesión de Behovia-Bilbao y por decreto de 17 de junio de 1969 se autorizó la concesión de la autopista Sevilla-Cádiz y por último la de Villalba-Adanero incluido el segundo túnel de Guadarrama que se adjudicó el 18 de enero de 1968.
En infraestructuras ferroviarias, finalizó el ferrocarril directo Madrid-Burgos, puso en servicio el apeadero de lo que hoy es estación de Madrid-Chamartín-Clara Campoamor y se renovaron gran parte de las vías ferroviarias para poner el carril soldado de 54 kg/m que permitía hacer mayores velocidades.
En materia de obras hidráulicas tras una ardua y larga gestión administrativa puso en marcha las obras del trasvase Tajo-Segura, gracias al cual se permitió crear una zona de riegos en el campo de Murcia y Alicante permitiendo desarrollar una agricultura de vanguardia. 
Por último, abordó el problema de abastecimiento de agua a Madrid: la obra del embalse de El Atazar, que fue adjudicada el 22 de septiembre de 1965 y finalizada el 19 de julio de 1972. Gracias a esta obra construida en forma de bóveda se incrementó la capacidad del embalse en un 240%, pasando de una capacidad de embalse de 223,4 hm² a 549,5 hm².
En materia de puertos, construyó el puerto de Bilbao y resolvió el problema del calado del puerto de Isla Cristina al comenzar, en su época de ministro de Obras Públicas, el proyecto de construcción de los diques en ambas márgenes de la ría Carreras para evitar la acumulación de sedimentos que reducían su calado.
Fue uno de los pocos ministros franquistas que presentó su dimisión en 1970 ocupando posteriormente la presidencia de CAMPSA que compatibilizó con la vicepresidencia de Butano (1970-75).

## Transición democrática
En la Transición, conformó la terna de candidatos a sustituir a Carlos Arias Navarro tras su dimisión, completada con Adolfo Suárez, que acabó siendo el elegido por el rey, y Gregorio López-Bravo. Participó en la fundación de Alianza Popular como líder de la Acción Democrática Española (ADE); fue uno de los llamados Siete Magníficos que constituyeron dicha alianza de partidos. Se convirtió a su vez como resultado del primero congreso del partido en marzo de 1977 en presidente de la federación.
Crítico con el texto constitucional respaldado por Manuel Fraga, al considerar que las autonomías desgajaban el Estado, por lo que defendió el no en el referéndum para la ratificación de la Constitución española. Se retiró junto con su organización de la Federación de Partidos de Alianza Popular, de igual forma que Gonzalo Fernández de la Mora. Silva, que en 1979 comentaba que no había «correspondencia entre la derecha sociológica real y su representación en el Parlamento», fue elegido presidente de la Derecha Democrática Española (DDE), formación que se presentó en 1979 con una declaración de principios a medio camino de Fuerza Nueva y de Alianza Popular, y que se acabó disolviendo en 1983. Organizador en 1980 de la Fundación Balmes, impulsó su revista Razón Española.
Su último cargo relevante fue el de consejero de Banesto, antes del desembarco de Mario Conde en el banco, en diciembre de 1987, fecha en la que salió del consejo de administración de la entidad junto a Pablo Garnica y José María Sainz de Vicuña. En el citado banco entró siendo letrado del Consejo de Estado.

## Condecoraciones
Entre sus numerosas condecoraciones, figuran: la medalla francesa del Mérito, la medalla de Oro con carácter extraordinario de la Diputación de Barcelona, la medalla de Oro de Madrid, la medalla de Oro de San Sebastián, medalla de Oro de la ciudad de Huelva y la Gran Cruz de Carlos III.

## Obras
- —— (1993). Memorias políticas. Barcelona: Ed. Planeta.[13]